# Seznam her pro MS-DOS
Toto je seznam her pro operační systém MS-DOS, seřazený abecedně.

## 0-9
- 1-0 Soccer Manager – Wizard Games of Scotland (1992)
- 1 Ton – Martin Magnusson (1996)
- 3D Body Adventure – Knowledge Adventure (1994)
- 3-Demon – PC Research inc. (1983)
- 3-D Helicopter Simulator – Sierra On-Line (1987)
- 3D Lemmings Winterland – Psygnosis Limited (1995)
- 3D Pitfall – J. Shramko (1995)
- 3D Virtual Studio – Domark (1991)
- 3D World Boxing – Simulmondo
- 3 Point Basketball – MVP Software (1993)
- 3 Skulls of the Toltecs – Midway Games West (1996)
- 4D Prince of Persia – Terebilov K.A (1994)
- 4D Sports Boxing – Electronic Arts (1991)
- 4D Sports Tennis – Mindscape (1990)
- 4th & Inches – Accolade (1988)
- 4x4 Off-Road Racing – Epyx (1988)
- 5th Fleet – Avalon Hill (1994)
- 5X – SpeedStrip Interactive (2000)
- 007 - License to Kill – Domark (1989)
- 7 Colors – Atari Europe (1989)
- 7th Guest, The – Virgin Games (1992)
- 10th Frame Bowling – Access Software (1987)
- 11th Hour, The – Virgin Interactive Entertainment (1995)
- 50 Mission Crush – Strategic Simulations (1984)
- 221B Baker Street – Datasoft (1987)
- 688 Attack Sub – Electronic Arts (1989)
- 1000 Miglia – Simulmondo (1992)
- 1830 - Railroads and Robber Barons – Avalon Hill (1995)
- 1869 – Max Design GesMBH (1992)
- 1942 - The Pacific Air War – MicroProse Software (1994)
- 2400 AD – Orogin Systems (1988)
- 8088 Othello – M. W. Bayley (1985)
- 20,000 Leagues Under the Sea – Coktel Vision (1988)

## A
- A Line in the Sand
- A-10 Tank Killer
- A320 Airbus
- AAARGH!
- Abandoned Places - A Time for Heroes
- ABC Monday Night Football
- ABC Wide World of Sports Boxing
- Aber Hallo!
- Abrams Battle Tank
- A Brief Tryst
- Absolute Pinball
- Absolute Zero
- Abuse
- Accordion
- ACE 2
- ACE - Air Combat Emulator
- Ace of Aces
- Aces of the Deep
- Aces of the Deep Expansion Disk
- Aces of the Pacific
- Aces Over Europe
- Acheton
- Acid Tetris
- AckAck
- Across the Rhine
- Action Fighter
- Action in the North Atlantic
- Action Soccer
- Action Stations
- Actua Soccer
- Actua Soccer Club Edition
- Advanced Civilization
- Advanced NetWars
- Advantage Tennis
- Adventure Construction Set
- Adventures in Math
- Adventures of Captain Comic, The
- Adventures of Maddog Williams in the Dungeons of Duridian, The
- Adventures of Melvin Freebush, The
- Adventures of Robbo, The
- Adventures of Robin Hood, The
- Adventures of Tintin, The - Prisoners of the Sun
- Adventures of Willy Beamish, The
- AEGIS - Guardian of the Fleet
- Aethra Chronicles
- After Burner I
- After Burner II
- Afterlife
- Aftershock for Quake
- After the War
- A.G.E.
- Air
- Airball
- Airborne Ranger
- Air Bucks
- Air Duel - 80 Years of Dogfighting
- Air Force Commander
- Air Power
- Airstrike USA
- Albion
- Alcatraz
- Aldo's Adventure
- Alfred Pelrock
- ALF's Thinking Skills
- ALF's U.S. Geography
- ALF - The First Adventure
- Alice in Wonderland
- Alien
- Alien Attack
- Alien Breed
- Alien Breed - Tower Assault
- Alien Cabal
- Alien Carnage
- Alien Fires - 2199 AD
- Alien Incident
- Alien Legacy
- Alien Logic
- Alien Odyssey
- Alien Olympics
- Alien Phobia
- Alien Rampage
- Aliens - A Comic Book Adventure
- Alien Syndrome
- Alien Trilogy
- Alien Virus
- Alien Worlds
- Allan Border's Cricket
- Alley Cat
- All New Family Feud, The
- Alone in the Dark
- Alone in the Dark 2
- Alone in the Dark 3
- AlphaMan
- Alpha Storm
- Al-Qadim - The Genie's Curse
- Alshark
- Altered Beast
- Altered Destiny
- Alter Ego
- Alternate Reality - The City
- Amarallo Slim Dealer's Choice
- Amazing Spider-Man, The
- Amazon (hra)
- Amazon - Guardians of Eden
- Amazon Trail, The
- Amberstar
- Ambivalenz - Niritsu Haihan
- Ambush at Sorinor
- American Challenge, The - A Sailing Simulation
- American Gladiators
- American Sign Language Tutor
- A Mind Forever Voyaging
- Amok
- Amulet of Yendor
- Amulets and Armor
- Amy's Fantasies
- Anacreon - Reconstruction 4021
- An American Tail
- Anchorhead
- Ancient Art of War, The
- Ancient Art of War at Sea, The
- Ancient Art of War in the Skies, The
- Ancient Domains of Mystery
- Ancients 1 - Deathwatch
- Andromeda Conquest
- Andromedas Erbe
- Angband
- Angel Devoid - Face of the Enemy
- Angel Nieto Pole 5000
- Angst - Rahz's Revenge
- A Nightmare on Elm Street
- Animal Math
- Animal Quest
- Annals of Rome
- Anna's Gram
- Another World
- Antagony
- Antix
- Ant Run
- Anvil of Dawn
- Apache
- A.P.B.
- Aquanoid
- Arachnophobia
- Arcade Fruit Machine
- Arcade Pool
- Arcade Volleyball
- Archimedean Dynasty
- Archipelagos
- Archon Ultra
- Arctic Adventure
- Arcticfox
- Arctic Moves
- Arcy 2
- Are We There Yet?
- Are You Afraid of the Dark - The Tale of Orpheo's Curse
- Argo Checkers
- Arkanoid
- Arkanoid 2: Revenge of DOH
- Ark of Time
- Ar'Kritz the Intruder
- ARL 96
- Armada 2525
- Armaeth - The Lost Kingdom
- Armageddon Man
- Armor Alley
- Armored Fist
- Armour-Geddon
- Army Moves
- Arnie 2
- Aro
- Arthur - The Quest for Excalibur
- Artura
- Arya Vaiv
- Ascendancy
- Ashes of Empire
- Assault Rigs
- Asterix and the Magic Carpet
- Asterix - Operation Getafix
- Asteroid Smash
- Astro-Dodge
- Astro Fire
- Astronomy Quiz, The
- Astrotit
- ATAC
- A-Team, The
- Atlantis - The Lost Tales
- Atlas
- Atomino
- Atomix
- A-Train
- A-Train Construction Set
- Attack
- At the Carnival
- Aufschwung Ost
- Austerlitz
- Autoduel
- AV8B Harrier Assault
- Avalon The 3D Adventure Movie
- Avish!
- Avoid the Noid
- Awesome Earl in SkateRock
- Axia
- Azrael's Tear

## B
- B-17 Flying Fortress
- B-1 Nuclear Bomber
- B-24
- Baal
- Baby Jo in "Going Home"
- Back to Baghdad
- Back to the Future Part II
- Back to the Future Part III
- Backyard, The
- Bad Blood
- Bad Dudes
- Bad Machine
- Bad Street Brawler
- Balance
- Balance of Power
- Balance of Power - The 1990 Edition
- Balance of the Planet
- Baldies
- Ballade for Maria
- Ball Blazing Fantasy
- Ball Breakers Corp.
- Ballgame 2
- Ball Game, The
- Ballistix
- Balloon Challenge
- Ballyhoo
- Bananoid
- Bandit Kings of Ancient China
- Bane of the Cosmic Forge
- Barbarian
- Barbarian II: Dungeons of Drax
- Barbie Super Model
- Bard's Tale
- Bard's Tale Construction Set
- Bard's Tale II: The Destiny Knight
- Bard's Tale III: Thief of Fate
- Bar Games
- Baryon
- Bargon Attack
- B.A.T.
- Batman - The Caped Crusader
- Batman - The Movie
- Batman Forever - The Arcade Game
- Batman Returns
- Bat'n'Ball
- Battle Arena Toshinden
- Battle Bugs
- Battle Cheese
- Battle Chess
- Battle Chess (MPC Verze)
- Battle Chess 4000
- Battle Chess II - Chinese Chess
- Battle Command
- Battle for Normandy
- Battlehawks 1942
- Battle Isle
- Battle Isle Data Disk I
- Battle Isle 2
- Battle Isle 2 Scenery CD - Titan's Legacy
- Battle Isle '93 - The Moon of Chromos
- Battle Master
- Battle of Antietam
- Battle of the Bulge, The - Tigers in the Snow
- Battlerace
- Battleship
- Battles in Time
- Battles of Destiny
- Battlespire, The Elder Scrolls Legends
- Battlesport
- Battle Stations
- Battlestorm
- BattleTech - The Crescent Hawk's Inception
- BattleTech - The Crescent Hawk's Revenge
- Bazooka Sue
- BC Racers
- Beast Within, The - A Gabriel Knight Mystery
- Beat the House
- Bedlam
- Beetlejuice in Skeletons in the Closet
- Beneath a Steel Sky
- Berenstain Bears, The - Learning at Home, Volume One
- Berlin Connection
- Bert and the Snake
- Best of the Best Championship Karate
- Betrayal
- Betayal at Krondor
- Beverly Hillbillies, The
- Beverly Hills Cop
- Beyond Columns
- Beyond the Black Hole
- Beyond the Meltdown
- Beyond the Tesseract
- Beyond the Titanic
- Beyond the Wall of Stars
- Beyond Zork - The Coconut of Quendor
- Bible Adventures
- Bifi 2 - Action in Hollywood
- Big Bug Bang - Le Retour de Commander Blood
- Big Business
- Big Red Adventure, The
- Big Red Racing
- Big Sea - The Better One Will Win
- Biing! - Sex, Intrigue and Scalpels
- Bill Elliot's NASCAR Challenge
- Bill & Ted's Excellent Adventure
- Bioforge
- Biologica!
- Bio Menace
- Bionic Commando
- BipBop II
- Birds of Prey
- Birthright - Gorgon's Alliance
- Black Box
- Black Cauldron, The
- Blackjack
- Black Monday
- Black Sect
- Blackstar, Agent of Justice
- BlackThorne
- Blades of Steel
- Blade Warrior
- Blake Stone - Aliens of Gold
- Blake Stone - Planet Strike
- Blam! Machinehead
- Blast Chamber
- Blinky
- Blind Justice
- Blind Wars
- Blockage
- Block Five
- Blockout
- Blocks from Hell
- Blood
- Blood - Plasma Pak
- Blood Bowl
- Blood & Magic
- Blood Money
- BloodNet
- Bloodstone - An Epic Dwarven Tale
- Bloodwings - Pumpkinhead's Revenge
- Bloodwych
- Blue and the Gray, The
- Blue Angels - Formation Flight Simulation
- Blue Force- Tsunami Games
- Blue Ice
- Blue Max - Aces of the Great War
- Blues Brothers, The
- Blues Brothers, The - Jukebox Adventure
- Bobby Fischer Teaches Chess
- BoBo
- Body Blows
- Bodyworks Voyager - Mission in Anatomy
- Bolo Adventures I
- Bolo Adventures II
- Bolo Adventures III
- Bolo Ball
- Bomber
- Bomberman
- Bombuzal
- Bomb'X
- Boot Camp
- Bop'N Wrestle
- Boppin'
- Border Zone
- Boston Bomb Club
- Boulder Dash Construction Kit
- Bouncing Babies
- Boxer Rebellion
- Boxzum
- Braindead 13
- Brainies, The
- Bram Stoker's Dracula
- Brandish
- Brandish 2 - The Planet Buster
- Breach
- Breach 2
- Breach 3
- Breakers
- Breakfree
- Breakthru!
- Brett Hull Hockey 95
- Bricks
- Bridge Deluxe 2 with Omar Sharif
- Bridge Master
- Bridge Olympiad
- Brimstone
- Brix
- Bruce Lee
- Bruce Lee Lives - The Fall of Hong Kong Palace
- Brudal Baddle
- Brutal - Paws of Fury
- Brutal Sports Football
- Bubble Bobble
- Bubble Dizzy
- Bubble Ghost
- Buck Rogers - Countdown to Doomsday
- Buck Rogers - Matrix Cubed
- Budokan - The Martial Spirit
- Bugs Bunny Hare-Brained Adventure, The
- Bully's Sporting Darts
- Bumble Games
- Bumble Plot
- Bumpy's Arcade Fantasy
- Bundesliga Manager Professional
- Bunny Bricks
- Bureau 13
- Bureaucracy
- Burn - Cycle
- Burnout - Championship Drag Racing
- Burntime
- Bush Buck - Global Treasure Hunter
- Bushido
- Buzz Aldrin's Race into Space
- By Fire and Sword

## C
- Cabal
- Cadaver
- Cadaver - The Payoff
- Cadillacs and Dinosaurs - The Second Cataclysm
- Caesar
- Caesar II
- California Games
- California Games II
- California Raisins, The
- Campaign
- Campaign II
- Cannon Fodder
- Cannon Fodder 2
- Capitalism
- Capitalism Plus
- Captain Bible - Special Edition
- Captain Blood
- Captain Comic II - Fractured Reality
- Captain Dynamo
- Captain Power and the Soldiers of the Future
- Captain Zins
- Captive
- Capture the Flag
- Car Builder
- Cardinal of the Kremlin, The
- Car & Driver
- Card Sharks
- Cargo Bay Deluxe
- Caribbean Disaster
- Carl Lewis Challenge, The
- Carlos Sainz
- Carmageddon
- Carmageddon Splat Pack
- Carnage
- Carrier Command
- Carriers at War
- Carriers at War II
- Carrier Strike
- Cartels and Cutthroats
- Cartooners
- CART Racing
- Case of the Cautious Condor, The
- Cash Invaders
- Casino Games
- Castaway - The Ordeal Begins
- Castle Adventure
- Castle Master
- Castle Master 2 - The Crypt
- Castle of Dr. Brain
- Castles
- Castles - The Northern Campaign
- Castles II - Siege & Conquest
- Castlevania
- Castle Wolfenstein
- Catacomb
- Catacomb 3D
- Catacomb Abyss, The
- Catch 'Em
- Caveman Ugh-Lympics
- Cavequest
- Caverns of Kroz
- Caverns of Xaskazien
- Caverns of Zoarre
- Cavewars
- CD-Man
- C-Dogs
- Celtic Legends
- Celtic Tales - Balor of the Evil Eye
- Centerfold Squares
- Central Intelligence
- Centurion - Defender of Rome
- C.E.O.
- Chagunitzu
- Challenge of the Ancient Empires
- Challenge of the Five Realms
- Chamber of the Sci-Mutant Priestess
- Champ Centiped-em
- Championship Baseball
- Championship Manager
- Championship Manager 2
- Championship Manager 93/94
- Championship Manager 97/98
- Champions of Krynn
- Change Maker
- Chaos Angels
- Chaos Control
- Chaos Engine, The
- Charlie II
- Charlie the Duck
- Chase on Tom Sawyer's Island, The
- Cheesy Invaders
- Chess
- Chessmaster 2000
- Chessmaster 3000
- Chewy - Esc from F5
- Chex Quest
- Chex Quest 2
- Chicago 90
- Chickens
- Chickens 2
- Chinese Checkers
- Chip's Challenge
- Choy-Lee-Fut Kung-Fu Warrior
- Christmas Carnage
- Christmas Matchup
- Chronicles of the Sword
- Chronomaster
- Chrono Quest
- Chuckie Egg
- Chuck Yeager's Advanced Flight Trainer
- Chuck Yeager's Advanced Flight Trainer 2.0
- Chuck Yeager's Air Combat
- C.I.A. Adventure
- Circle of Blood
- Circuit's Edge
- Circus Attractions
- Cisco Heat
- City of Lost Children, The
- Civil War
- Civil War, The
- Civilization
- Clash of Steel - World War II, Europe 1939-1945
- Classic Concentration
- Classic Text Adventure Masterpieces *
- Clive Barker's Nightbreed - The Action Game
- Clive Barker's Nightbreed - The Interactive Movie
- Clockwiser - Time is Running Out
- Cloud Kingdoms
- Clue - Master Detective
- Clue, The
- Clyde's Adventure
- Clyde's Revenge
- Coaster
- Cobra Mission
- Code - Europe
- Codename - ICEMAN
- Cohort - Fighting for Rome
- Cohort II
- Cold War Warfare
- Colonel's Bequest, The
- Colony 28
- Colony, The
- Colony Wars 2492
- Colorado
- Color Buster
- Colored Lines
- Colossus Backgammon
- Colossus Bridge
- Colossus Chess
- Colossus Draughts
- Comanche 2
- Comanche 3
- Comanche CD *
- Comanche - Maximum Overkill
- Comanche - Mission Disk 1
- Comanche - Over the Edge
- Combat Air Patrol
- Combots
- Command & Conquer
- Command & Conquer - The Covert Operations
- Command & Conquer: Red Alert
- Command & Conquer: Red Alert - Counterstrike
- Command & Conquer: Red Alert - The Aftermath
- Commander Blood
- Commander Keen 1 - Marooned on Mars
- Commander Keen 2 - The Earth Explodes
- Commander Keen 3 - Keen Must Die
- Commander Keen 4 - Secret of the Oracle
- Commander Keen 5 - The Armageddon Machine
- Commander Keen 6 - Aliens Ate My Baby Sitter
- Command H.Q.
- Companions of Xanth
- Complete Universal Military Simulator, The
- Computer Circus Maximus
- Computer Diplomacy
- Computer Edition of Risk, The - The World Conquest Game
- Computer Edition of Scrabble Brand Crossword Game, The
- Computer Quiz, The
- Computer Underground
- Conan - The Cimmerian
- Conflict
- Conflict - Europe
- Conflict - Korea the First Year 1950-1951
- Conflict - Middle East
- Connectris
- Connex
- Conquered Kingdoms
- Conquered Kingdoms - Scenario Disk #1
- Conqueror - A.D. 1086
- Conquer the World
- Conquest Earth
- Conquest of Japan
- Conquest of the New World
- Conquest of the New World - Deluxe Edition
- Conquests of Camelot - The Search for the Grail
- Conquests of the Longbow - The Legend of Robin Hood
- Construction Bob
- Constructor
- Continuum
- Contra
- Contraption Zack
- Cool Croc Twins
- Cool Spot
- Cool World
- Corncob Deluxe
- Corporate Raider - The Pirate of Wall St.
- Corporation
- Corridor 7 - Alien Invasion
- Corruption
- Cosmo's Cosmic Adventure - Forbidden Planet
- Countdown
- Countdown to Doom
- Crackdown
- Crack of Doom, The
- Crazy Cars
- Crazy Cars 2
- Crazy Cars III
- Crazy Cows
- Crazy Eights
- Crazy Nick's Picks - King Graham's Board Game Challenge
- Creature Shock
- Creepers
- Cribbage King / Gin King
- Cricket 96
- Cricket 97
- Crime and Punishment
- Crime City
- Crime Fighter
- Crime Patrol
- Crime Time
- Crime Wave
- Crimson Crown, The
- Crisis in the Kremlin
- Crossbow - The Legend of William Tell
- Crown
- Cruel World
- Cruise for a Corpse
- Crusader - No Regret
- Crusader - No Remorse
- Crush, Crumble and Chomp
- Crusher
- Cryptic Passage for Blood
- Crystal Ball
- Crystal Caves
- Crystal Maze, The
- Crystal Pixels
- Crystals of Arborea
- Curse of Enchantia
- Curse of the Azure Bonds
- Curse of the Catacombs
- Curses
- Cutthroats
- Cyberball
- Cyberchess
- Cybercon III
- Cyberdogs
- Cyber Empires
- Cybergenic Ranger - Secret of the Seventh Planet
- Cyberia
- Cyberia 2 - Resurrection
- Cyber Judas
- CyberMage - Darklight Awakening
- CyberRace
- CyberStrike
- Cyberwar
- Cyberwars
- Cyborg
- Cyclemania
- Cycles, The - International Grand Prix Racing
- Cycle Wars
- CyClones
- Cylindrix
- Cyril Cyberpunk
- Cyrus

## D
- D
- Daemon's Gate
- Dagger of Amon Ra, The
- Dalek Attack
- Dalk
- Dam Busters
- Dame Was Loaded, The
- Dangerous Dave in the Haunted Mansion
- Dangerous Dave in Trophy Trouble
- Dangerous Dave's Risky Rescue
- Dark Ages
- Dark Castle
- Dark Century
- Dark Designs I - Grelminar's Staff
- Dark Designs II - Closing the Gate
- Darker
- The Dark Half (hra)
- Dark Heart of Uukrul, The
- Dark Hour for Quake
- Darklands
- Dark Legions
- Darklight Conflict
- Dark Queen of Krynn, The
- Dark Seed
- Darkspyre
- Dark Sun - Shattered Lands
- Dark Sun - Wake of the Ravager
- Dark Universe
- Dark Woods 2
- Darts
- Das Boot
- Das Erbe
- Das Stundenglas
- Daughter of Serpents
- Dave Goes Nutz
- Davidic Matchup
- David Leadbetter's Golf
- David Wolf - Secret Agent
- Dawn Patrol
- Day of the Tentacle
- Day of the Viper
- Days of Thunder
- D-Day - America Invades
- D-Day - The Beginning of the End
- DDM Soccer '96
- Deadline
- Deadly Racer
- Deathbringer
- Death Bringer
- Death by Dark Shadows
- Death Gate
- Death Knights of Krynn
- Death Rally
- Death Sword
- Deathtrack
- Dedale
- Deep Space - Operation Copernicus
- Deer Napped
- Defcon 5
- Defender of Boston - The Rock Island Mystery
- Defender of the Crown
- Deja Vu - A Nightmare Comes True
- Deja Vu II - Lost in Las Vegas
- Delta V
- Deluxe Ski Jump
- Demon Day
- Demon's Gate - 666 New Levels for Doom and Doom II
- Demon Stalkers
- Demon's Winter
- Der Planer
- Der Schatz im Silbersee
- Descent
- Descent - Anniversary Edition
- Descent - Levels of the World
- Descent II
- Descent II - The Infinite Abyss
- Descent to Undermountain
- Desert Storm Command Deluxe
- Desert Strike - Return to the Gulf
- Design Your Own Railroad
- Desire
- Despair 2
- Despair 3
- Destination - Mars
- Destruction Derby
- Destruction Derby 2
- Detective Storm
- Detroit
- Deus
- Devo Presents - Adventures of the Smart Patrol
- D/Generation
- Diamaze
- Diamond Digger
- Dick Tracy - The Crime-Solving Adventure
- Die Fugger II
- Die Hard
- Die Hard 2 - Die Harder
- Die HĂ¶hlenwelt Saga - Der Leuchtende Kristall
- Die Kathedrale
- Digger
- Diggers 2 - Extractors
- Dig It
- Dig, The
- Dime City
- Dimensions for Descent
- Dimo's Quest
- Dinopark Tycoon
- Dinosaur Predators
- Dino-Sorcerer
- Dinotopia
- Disc
- Disciples of Steel
- Discoveries of the Deep
- Discovering America
- Discworld
- Discworld 2
- Disney's Aladdin
- Disney's Duck Tales - The Quest for Gold
- Dive Bomber
- Dive - The Conquest of Silver Eye
- Dizzy - Prince of the Yolkfolk
- DJ Puff's Volcanic Capers
- D!Match
- Do 335 Pfeil Tour of Duty
- D.O.G: Fight for Your Life
- Dominus
- Donald's Alphabet Chase
- Donkey Island
- Don Quijote
- Don't Go Alone
- Doofus
- Doom
- Doom 2D
- Doom II - Hell on Earth
- Doppelpass
- Dotso
- Double Dare
- Double Dragon
- Double Dragon II - The Revenge
- Double Dragon III - The Sacred Stones
- Double Dribble
- Double Talk - Sports Edition
- Downhill Challenge
- Down in the Dumps
- Drachen Von Laas
- Dracula in London
- Dracula Unleashed
- DragonFlight
- Dragon Knight
- Dragon Knight 2
- Dragon Knight 4
- Dragon Lord
- Dragon Lore - The Legend Begins
- Dragon Lore II - The Heart of the Dragon Man
- Dragons - A Challenge in Chivalry
- Dragon's Lair
- Dragon's Lair II - Escape from Singe's Castle
- Dragon's Lair II - TimeWarp
- Dragon's Lair III - The Curse of Mordread
- Dragon Slayer - The Legend of Heroes
- Dragon Slayer - The Legend of Heroes II
- Dragons of Flame
- Dragonsphere
- DragonStrike
- Dragon Warrior
- Dragon Wars
- Dragonworld
- Drak
- Drakkhen
- Dráscula
- Dr. Doom's Revenge
- Dr. Dumont's Wild Part I
- Dreams to Reality
- Dream Warrior
- DreamWeb
- Dreamzone
- Droids
- Druglord
- Drug Wars
- Drug Wars
- Druid - Daemons of the Mind
- Duel, The - Test Drive II
- Duke Nukem
- Duke Nukem II
- Duke Nukem 3D
  - Duke Nukem 3D Atomic Edition
  - Duke Nukem 3D Plutonium Pak
  - Duke Nukem 3D - Duke3D Mania
  - Duke Nukem 3D - Duke Assault
  - Duke Nukem 3D - Duke Caribbean: Life's a Beach
  - Duke Nukem 3D - Duke It Out in D.C.
  - Duke Nukem 3D - Duke: Nuclear Winter
  - Duke Nukem 3D - Duke Xtreme
  - Duke Nukem 3D - Duke!ZONE
  - Duke Nukem 3D - Duke!ZONE II
- Dune
- Dune II - The Building of a Dynasty
- Dungeon Hack
- Dungeon Keeper
- Dungeon Master
- Dungeon Master II: The Legend of Skullkeep
- Dungeons of Kroz
- Dungeons of the Unforgiven
- Dunjonquest - Curse of Ra
- Dunkle Schatten
- Dunkle Schatten 2 - Im Netzwerk Gefangen
- Dusk of the Gods
- Dylan Dog - Through the Looking Glass
- D!Zone
- D!Zone 150
- D!Zone 2
- D!Zone 2 150
- D!Zone 3
- D!Zone Gold

## E
- Eagle Eye Mysteries
- Eagle Eye Mysteries in London
- Earl Weaver Baseball
- Earth 2140
- Earthrise
- Earthworm Jim 2
- East vs West - Berlin 1948
- Echelon
- Eco Phantoms
- EcoQuest - The Search for Cetus
- EcoQuest2 - Lost Secret of the Rainforest
- Ecstatica
- Ecstatica II
- Ed Chess
- Education Series - General Knowledge Builder
- EF2000
- EF2000 TACTCOM
- EGA-Roids
- EGATrek
- Eight Ball Deluxe
- El Capitan Trueno
- Elder Scrolls, The - Arena
- Elder Scrolls, The - Daggerfall
- Electranoid
- Electroman
- Elevator
- Elf
- El-fish
- ElfLand
- Elisabeth I
- Elite
- Elite Plus
- El Principio del Fin
- Elvira - Mistress of the Dark
- Elvira - The Arcade Game
- Elvira II - The Jaws of Cerberus
- Emergency Room
- Emilio Butragueno Futbol
- Emmanuelle - A Game of Eroticism
- Empire - Wargame of the Century
- Empire Deluxe
- Empire Deluxe Scenarios
- Empire Soccer
- Enchanter
- EnCore
- Encounter
- Encyclopedia of War - Ancient Battles
- Endgame
- Energie Manager
- England Championship Special
- Entity
- Epic RPG
- Epic Pinball
- Eradicator
- Eric the Unready
- Escape from Delirium
- Escape from Hell
- Escape from the Planet of the Robot Monsters
- ESPN Extreme Games
- Essex
- E.S.S. Mega
- Eternal Destiny
- Eternam
- European Champions
- European Championship 1992
- European Racers
- Evasive Action
- Eve Burst Error
- Even More Incredible Machine, The
- Excelsior Phase one - Lysandia
- Executive Suite
- Exodus - Journey to the Promised Land
- Exploration
- Extreme Assault
- Extreme Pinball
- Extreme Rise of the Triad
- Eye of Horus
- Eye of the Beholder
- Eye of the Beholder II - The Legend of Darkmoon
- Eye of the Beholder III - Assault on Myth Drannor
- Eye of the Storm

## F
- F-14 Tomcat
- F-15 Strike Eagle II
- F-15 Strike Eagle III
- F-15 Strike Eagle II: Operation Desert Storm Scenario Disk
- F-16 Combat Pilot
- F-19 Stealth Fighter
- F29 Retaliator
- Fable
- Face Off!
- Faces
- Fade to Black
- The Faery Tale Adventure: Book I
- Fahrenheit 451
- Falcon
- Falcon 3.0
- Falcon 3.0: Hornet: Naval Strike Fighter
- Falcon 3.0: MiG-29
- Falcon 3.0: Operation Fighting Tiger
- Falcon A.T.
- Falcon Gold
- Fallen Angel
- Fallout
- Family Feud
- The Fantastic Adventures of Dizzy
- Fantastic Fossils
- Fantastic Fossils II
- Fantasy 5
- Fantasy Empires
- Fantasy Fest!
- Fantasy General
- Fantasy Pack
- Fantasy Pak
- Fantasy World Dizzy
- Farland Story
- Farland Story: Daichi no Kizuna
- Farland Story Denki: Arc Ou no Ensei
- Farland Story: Kamigami no Isen
- Farland Story: Shirogane no Tsubasa
- Farland Story: Tenshi no Namida
- Fascination
- Fast Attack: High Tech Submarine Warfare
- Fast Break
- Fast Food
- Fatal Fumes
- Fates of Twinion
- Fatty Bear's Birthday Surprise
- Fatty Bear's FunPack
- The Fellowship of the Ring
- Fernando MartĂn Basket Master
- Ferrari Formula One
- Feud
- F.Godmom
- The Fidelity Chessmaster 2100
- Fields of Glory
- Fiendish Freddy's Big Top O' Fun
- FIFA 97
- FIFA International Soccer
- FIFA Soccer 96
- Fighter Duel
- Fighter Wing
- Final Assault
- The Final Conflict
- The Final Crusade of Kroz
- Final Doom
- Fire and Forget
- Fire and Forget 2: The Death Convoy
- Fire Brigade
- Firehawk
- Fire & Ice
- Fire King
- Fire Power
- First Expedition
- The First Mile
- The First Samurai
- Fish!
- Flames of Freedom
- Flamingo Tours
- Flashback: The Quest for Identity
- Flash Traffic: City of Angels- Tsunami Games
- Fleet Defender
- Flies Attack on Earth
- Flight Assignment: Airline Transport Pilot
- Flightmare
- Flight of the Amazon Queen
- Flight of the Intruder
- Flight Unlimited
- Flippy's Circus Coins
- FlixMix
- Floor 13
- Flying Corps
- Flying Corps Gold
- Flying Tigers
- Fooblitzky
- The Fool's Errand
- Football
- Football Glory
- Football Manager
- Football Manager 2
- Footy Fanatic
- Ford Simulator 5.0
- Ford Simulator III
- The Ford Simulator
- The Forgotten Realms Archives
- Forgotten Worlds
- The Fortress of Dr. Radiaki
- Fountain of Dreams
- Four Card Solitaire
- The Four Crystals of Trazere
- FourSide
- Fowlplay
- Frac
- Fragile Allegiance
- Framed
- Franko: The Crazy Revenge
- Frank Thomas Big Hurt Baseball
- Freakin' Funky Fuzzballs
- Freddy Hardest
- Freddy Hardest in South Manhattan
- Freddy Pharkas: Frontier Pharmacist
- Freddy's Rescue Roundup
- Frederik Pohl's Gateway
- Free D.C!
- Frontier: Elite 2
- Frontier: First Encounters
- Front Lines
- Front Page Sports: Baseball '94
- Front Page Sports: Football
- Front Page Sports: Football Pro
- Front Page Sports: Football Pro '96 Season
- Fuck Quest
- Full Metal Planete
- Full Throttle
- The Full Wormage
- Funball
- Funny Face 2
- Funny Fruits
- Fury of the Furries
- Future Wars
- Fuzzy's World of Miniature Space Golf
- FX Fighter

## G
- Gabriel Knight - Sins of the Fathers
- Gadget - Invention, Travel & Adventure
- Galacta - The Battle for Saturn
- Galactic Battle
- Galactic Conqueror
- Galactic Empire
- Galactic Warrior Rats
- Galactix
- Galaxy Trek
- Galleons of Glory - The Secret Voyage of Magellan
- Game of Harmony, The
- Game of Life, The
- Game of Robot, The
- Game Over
- Games '92, The - Espana
- Games People Play, The - Gin, Cribbage, Checkers and Backgammon
- Games, The - Summer Challenge
- Games, The - Summer Edition
- Games, The - Winter Challenge
- Games, The - Winter Edition
- Game With No Name, The
- Gamma Wing
- Ganja Farmer
- Gary Grigsby's Pacific War (1992)
- Gary Grigsby's Pacific War (2000)
- Gary Grigsby's War in Russia
- Gateway 2 - Homeworld
- Gateway to the Savage Frontier
- GATO
- Gauntlet
- Gauntlet II
- Gazza II
- GBA Championship Basketball - Two-on-Two
- Gear Works
- Geekwad - Games of the Galaxy- Tsunami Games
- Geheimprojekt DMSO
- Geisha
- Gemfire
- Gemstone Warrior
- Gemstone Warrior II
- Gender Wars
- Gene Machine, The
- Genewars
- Genghis Khan
- Genghis Khan II - Clan of the Grey Wolf
- Genocide
- Gettysburg - The Turning Point
- Ghostbusters II
- Ghosts 'N Goblins
- Gladiator
- Global Conquest
- Global Dilemma, The - Guns or Butter
- Global Domination
- Global Effect
- Goal!
- Goal 94
- Goal II
- Gobliiins
- Gobliiins 2 - The Prince Buffoon
- Goblins Quest 3
- Gobman
- Godfather, The - The Action Game
- God of Thunder
- Gods
- Golden Axe
- Golden Basket
- Gold of the Americas - The Conquest of the New World
- Gold of the Aztecs, The
- Gold Rush!
- Gone Fishin'
- Goody
- Graeme Souness Soccer Manager
- Grailquest
- Grandest Fleet, The
- Grand Fleet
- Grandmaster Chess
- Grand Monster Slam
- Grand Prix 2
- Grand Prix 500 2
- Grand Prix Circuit
- Grand Prix Master
- Grand Prix Unlimited
- Grand Theft Auto
- Grand Theft Auto - London 1969
- Grave Yardage
- Gravity Force
- Great Courts 2
- Great Escape, The
- Great Naval Battles - Guadalcanal 1942-1943
- Great Naval Battles - North Atlantic 1939-1943
- Great Naval Battles - Fury in the Pacific 1941-1944
- Gremlins 2 - The New Batch (Hi-Tech Expressions)
- Gremlins 2 - The New Batch (Elite Systems)
- Greystone
- GT Racing 97
- Guardians of Infinity - To Save Kennedy
- Guild of Thieves, The
- Guilty
- Guimo
- Gulf Strike
- Gunboat
- Gunmetal
- Gunship
- Gunship 2000
- Gunship 2000 Scenario Disk and Mission Builder
- Guy Spy and the Crystals of Armageddon

## H
- Hack
- Hacker
- Hacker 2 - The Doomsday Papers
- Halls of Montezuma - A Battle History of the United States Marine Corps
- Halls of the Dead - Faery Tale Adventure II
- Hammer Boy
- Hammer of the Gods
- Hamurabi
- Handy Caps
- Hannibal
- Hanse - Die Expedition
- Haral HĂĄrdtand - Kampen om de rene tĂ¦nder
- HardBall!
- HardBall II
- HardBall III
- HardBall 4
- HardBall 5
- Hard Drivin'
- Hard Drivin' II
- Hardline
- Hard Nova
- Hare Raising Havoc
- Harley-Davidson - The Road to Sturgis
- Harpoon
- Harpoon 2 Admirals Edition
- Harrier 7
- Harrier Jump Jet
- Harry and the Haunted House
- Harvester
- Hattrick!
- He-162 VolksjĂ¤ger Tour of Duty
- Headline Harry and the Great Paper Race
- Heartlight
- Heart of China
- Heaven & Earth
- Heavy Barrel
- Heavy Water Jogger
- Heimdall
- Heimdall 2 - Into the Hall of Worlds
- Heirs to the Throne
- Helicopter Mission
- Helious
- Helious II
- Hell - A Cyberpunk Thriller
- Hellfire Zone
- Hell to Pay
- Helter Skelter
- Heretic
- Heretic - Shadow of the Serpent Riders
- Heroes of Might and Magic
- Heroes of the 357th
- Heroes of the Lance
- Heroes - The Tantalising Trio
- Hero Quest
- Hero's Heart
- Hero's Quest - So You Want To Be A Hero
- Herrscher der Meere
- Hexen - Beyond Heretic
- Hexen - Deathkings of the Dark Citadel
- Hexuma - Das Auge des Kal
- Hexxagon
- Hexxagon 2
- Hexx - Heresy of the Wizard
- Hidden Agenda
- Hidden Below, The
- High Command - Europe 1939-45
- High Roller
- High Seas Trader
- Highway Hunter
- Highway Patrol II
- Hillsfar
- Hill Street Blues
- HIND - The Russian Combat Helicopter Simulation
- Hi-Octane
- Hired Guns
- Historyline - 1914-1918
- Hitchiker's Guide to the Galaxy, The
- Hockey League Simulator
- Hockey League Simulator 2
- Hocus Pocus
- Hole in One

- Hollywood Hijinx
- Hollywood Pictures
- Home Alone
- Home Alone 2 - Lost in New York
- Home Run Derby
- Hometown U.S.A.
- Homey D. Clown
- Hong Kong Mahjong
- Hook
- Hoosier City
- Horde, The
- Horror Zombies from the Crypt
- Hostage - Rescue Mission
- Hound of Shadow
- Hoverforce
- Hovertank
- How to Weigh an Elephant
- Hoyle's Official Book of Games: Volume 1
- Hoyle's Official Book of Games: Volume 2
- Hoyle's Official Book of Games: Volume 3
- Hugo's House of Horrors
- Hugo 2 - Whodunit?
- Hugo III - Jungle of Doom
- Hulk, The
- Humans, The
- Humans 2, The
- Humans 3, The - Evolution Lost in Time
- Hunt for Red October, The (1987)
- Hunt for Red October, The (1990)
- H.U.R.L.
- Hyper 3-D Pinball
- Hyperspeed
- Hyper Tank
- H!Zone

## I
- I-0 - Jailbait on Interstate Zero
- IBM BASIC Quiz, The
- ICON - The Quest for the Ring
- iF-16 Fighting Falcon
- If It Moves, Shoot It!
- Ignition
- Igor - Objective Uikokahonia
- I Have No Mouth, and I Must Scream
- Ikari Warriors II - Victory Road
- Ikari Warriors III - The Rescue
- Immortal, The
- Impact!
- Imperium
- Imperium Galactica
- Imperium Romanum
- Impossible Mission II
- Inca
- Inca II - Nations of Immortality
- Incredible Hulk, The - The Pantheon Saga
- Incredible Machine 2, The
- Incredible Machine, The
- Incunabula
- Indiana Jones and the Fate of Atlantis
- Indiana Jones and the Fate of Atlantis - The Action Game
- Indiana Jones and the Fate of Atlantis - The Graphic Adventure
- Indiana Jones and the Last Crusade: The Graphic Adventure
- Indiana Jones and the Temple of Doom
- Indiana Jones in Revenge of the Ancients
- Indianapolis 500 - The Simulation
- IndyCar Racing
- IndyCar Racing II
- In Extremis
- Infernal Tome, The
- Inferno
- Infestation
- Infidel
- Infiltrator
- Infiltrator II
- Inherit the Earth - Quest for the Orb
- Innocent Until Caught
- In Pursuit of Greed
- In Search of Dr. Riptide
- In Search of the Most Amazing Thing
- Inside Trader - The Authentic Stock Trading Game
- Intelligent Strategy Games 10
- International Karate
- International Open Gold Championship
- International Sensible Soccer
- International Soccer
- International Sports Challenge
- International Tennis
- International Tennis Open
- Interphase
- Interpose
- In the Dead of Night
- Into the Eagle's Nest
- Into the Void
- Invaders 1978
- Invasion of the Mutant Space Bats of Doom
- Invest
- Iron & Blood - Warriors of Ravenloft
- Iron Cross
- Iron Lord
- Iron Man / X-O Manowar in Heavy Metal
- Iron Seed
- Ishar: Legend of the Fortress
- Ishar 2: Messengers of Doom
- Ishar 3: The Seven Gates of Infinity
- Ishido - The Way of Stones
- Island Hopper
- Island of Dr. Brain, The
- Island Peril
- Isle of the Dead
- ?stanbul Efsaneleri: Lale Sava?Ă§?lar?
- It Came from the Desert
- Ivan "Iron Man" Stewart's Super Off Road
- Iznogoud

## J
- Jabato
- Jabbertalky
- Jack Flash
- Jack in the Dark
- Jack Nicklaus Golf & Course Design
- Jack Nicklaus' Greatest 18 Holes of Major Championship Golf
- Jack the Ripper
- Jagged Alliance
- Jagged Alliance - Deadly Games
- Jahangir Khan's World Championship Squash
- Jai Alai
- James Bond 007 - A View to A Kill
- James Bond - The Stealth Affair
- James Clavell's Shogun
- James Pond 2 - Codename: RoboCod
- Jammit
- Jane's Combat Simulations - Advanced Tactical Fighters
- Jane's Combat Simulations - Advanced Tactical Fighters: Nato Fighters
- Jane's Combat Simulations - AH-64D Longbow
- Jane's Combat Simulations - AH-64D Longbow: Flash Point Korea
- Jane's Combat Simulations - AH-64D Longbow: Limited Edition
- Janitor Joe
- Jazz Jackrabbit
- Jazz Jackrabbit CD-ROM
- Jazz Jackrabbit - Christmas Edition
- Jazz Jackrabbit - Holiday Hare 1995
- J.B. Harold In - Murder Club
- Jeopardy!
- Jesus Matchup
- Jet
- Jetfighter
- Jetfighter 2
- Jetfighter 2 - Advanced Mission Disk
- Jetfighter 3
- Jetfighter 3 Enhanced Campaign CD
- Jetfighter - Full Burn
- Jetman
- Jetpack
- Jetset
- Jet Set Willy - The Final Frontier PC
- Jetsons, The
- Jetstrike
- Jewels of Darkness
- Jigsaw Puzzle
- Jill of the Jungle
- Jill of the Jungle 2 - Jill Goes Underground
- Jill of the Jungle 3 - Jill Saves the Prince
- Jim Henson's Muppet Adventure No. 1 - Chaos at the Carnival
- Jimmy Connors Pro Tennis Tour
- Jimmy White's Whirlwind Snooker
- Jim Power - The Lost Dimension in 3D
- Jinxter
- J & J's Vegas Pack - Black-Jack
- Joan of Arc - Siege and the Sword
- Joe and Mac - Caveman Ninja
- Joe Montana Football
- John Madden Football
- John Madden Football II
- Jonah Lomu Rugby
- Jonathan
- Jones in the Fast Lane
- Jones in the Fast Lane (rozšířená CDROM verze)
- Jonny Quest
- Jordan vs. Bird - One-on-One
- Joshua & the Battle of Jericho
- Journey - The Quest Begins
- Jr. Pac-Man
- J.R.R. Tolkien's Riders of Rohan
- J.R.R. Tolkien's The Lord of the Rings, Vol. I
- J.R.R. Tolkien's The Lord of the Rings, Vol. II - The Two Towers
- J.R.R. Tolkien's War in Middle Earth
- Judge Dredd
- Judge Dredd Pinball
- Juggles' Butterfly
- Jumpjet
- Jumpman Lives!
- Jump 'n Bump
- Jungle Strike - The Sequel to Desert Strike
- Jurassic Park
- Just Grandma and Me
- Jutland

## K
- Kamikazi Alien
- Kampfgruppe
- Karateka
- Karnov
- Kasparov's Gambit
- Keef the Thief
- Keen Dreams
- Ken's Labyrinth
- Kentris
- Keys to Maramon, The
- KGB
- Khalaan
- Kick Off 2
- Kick Off 3
- Kick Off 96
- Kick Off 97
- Kick Off 98
- Kid's Kards
- Killing Cloud
- Kiloblaster
- King Arthur's K.O.R.T
- Kingdom at War
- Kingdom of Kroz
- Kingdom of Kroz II
- Kingdom O' Magic
- Kingdom - The Far Reaches
- Kingmaker
- King of Chicago, The
- King's Bounty
- Kings of the Beach
- King's Quest I - Quest for the Crown
- King's Quest II - Romancing the Throne
- King's Quest III - To Heir is Human
- King's Quest IV - The Peril's of Rosella
- King's Quest V - Absence Makes the Heart Go Yonder
- King's Quest VI - Heir Today, Gone Tomorrow
- King's Table - The Legend of Ragnarok
- Kithe #14
- KKND - Krush, Kill 'N' Destroy
- Klax
- Klondike Solitaire
- Knight Games
- Knightmare
- Knight Orc
- Knights of Legend
- Knights of the Desert - The North African Campaign of 1941-1943
- Knights of the Sky
- Knights of Xentar
- KOPS
- Koshan Conspiracy, The
- Kosmonaut
- Kristal, The
- Kronolog - The Nazi Paradox
- Krusty's Fun House
- Krypton Egg
- Kwik Snax

## L
- L5RC
- La Abadia del Crimen
- La Aventura Espacial
- La Aventura Original
- Labyrinth of Time, The
- La Colmena
- La Corona Mágica
- L.A. Crackdown
- Ladder Man
- La Diosa de Cozumel
- L'affaire Morlove
- Lagaf: Les Aventures de Moktar - Vol 1: La Zoubida
- Lakers vs. Celtics and the NBA Playoffs
- Lamers
- Lancelot
- Land, Sea and Air!
- Land, Sea and Air 2!
- Lands of Lore II: Guardians of Destiny
- Lands of Lore: The Throne of Chaos
- Laplace no Ma
- Larn
- Larry Vales - Traffic Division
- Larry Vales II - Dead Girls are Easy
- Laser Light
- Laser Squad
- Laser Surgeon - The Microscopic Mission
- Last Action Hero
- Last Armageddon
- Last Bounty Hunter, The
- Last Eichhof, The
- Last Express, The
- Last Ninja, The
- Last Ninja 2 - Back with a Vengeance
- Last Rites
- Lawnmower Man, The
- Learn to Add
- Leather Goddesses of Phobos
- Leather Goddesses of Phobos 2: Gas Pump Girls Meet the Pulsating Inconvenience from Planet X!
- Le Fetiche Maya
- Legacy of the Ancients
- Legacy, The - Realm of Terror
- Legend of Djel
- Legend of Faerghail
- Legend of Kyrandia, The
- Legend of Kyrandia, The - Hand of Fate
- Legend of Kyrandia, The - Malcolm's Revenge
- Legend of the Red Dragon
- Legend of the Sword
- Legends of Murder II - Grey Haven
- Legends of Valour
- Leisure Genius presents Monopoly
- Leisure Suit Larry 1 - In the Land of the Lounge Lizards
- Leisure Suit Larry 2 - Larry Goes Looking for Love (In Several Wrong Places)
- Leisure Suit Larry 3 - Passionate Patti in Pursuit of the Pulsating Pectorals
- Leisure Suit Larry 5 - Passionate Patti Does a Little Undercover Work!
- Leisure Suit Larry 6 - Shape Up or Slip Out!
- Leisure Suit Larry 7 - Love for Sail!
- Lemmings
- Lemmings 2: The Tribes
- Lemmings 3D
- Lemmings Chronicles, The
- L'Empereur
- Les Manley in - Lost in L.A.
- Les Manley in - Search for the King
- Lethal Tender
- Lethal Weapon
- Levels & Add-Ons fĂĽr Warcraft II
- Lexi-Cross
- Leyendas de Lhodrye - Arakhas el Oscuro
- Leyendas de Lhodrye - La Luz del Druida
- LHX - Attack Chopper
- Liberty or Death
- Liero
- Life & Death
- Life & Death 2 - The Brain
- Life in the Fast Lane
- LifesBattle
- Light Corridor, The
- Lighthouse - The Dark Being
- Lightspeed
- LineWars 2
- Links 386 Pro
- Links: Championship Course - Banff Springs
- Links: Championship Course - Barton Creek
- Links: Championship Course - Bay Hill Club & Lodge
- Links: Championship Course - Bighorn
- Links: Championship Course - Bountiful Golf Course
- Links: Championship Course - Castlepines
- Links: Championship Course - Firestone Country Club
- Links: Championship Course - Hyatt Dorado Beach Resort
- Links: Championship Course - Innisbrook - Copperhead
- Links: Championship Course - Mauna Kea
- Links: Championship Course - Pebble Beach
- Links: Championship Course - Pinehurst Country Club
- Links: Championship Course - Troon North
- Links: Fantasy Course - Devils Island
- Links LS 1997
- Links - The Challenge of Golf
- Linley Henzell's Dungeon Crawl
- Linus Spacehead's Cosmic Crusade
- Lion
- Lion King, The
- Litil Divil
- Little Big Adventure
- Little Big Adventure 2
- Little Monk
- Little Monster at School
- Livingstone, I Presume?
- Livingstone Supongo 2
- Llamatron - 2112
- Loader Larry
- Loadstar - The Legend of Tully Bodine
- Locomotion
- Locus
- Lode Runner
- Lode Runner - The Legend Returns
- Logical
- Lollypop
- Lombard RAC Rally
- Lone Eagle - Colombian Encounter
- LOOM
- Loopz
- Lords of Chaos
- Lords of Conquest
- Lords of Doom
- Lords of Midnight
- Lords of the Realm
- Lords of the Realm II
- Lords of the Realm II: Siege Pack
- Lords of the Rising Sun
- Lorna
- Los Justiciero
- Lost Admiral, The
- Lost Adventures of Kroz
- Lost Adventures of Legend, The
- Lost Crown of Queen Anne, The
- Lost Dutchman Mine
- Lost Dutchman's Gold
- Lost Eden
- Lost Episodes of Doom, The
- Lost Files of Sherlock Holmes, The - The Case of the Rose Tattoo
- Lost Files of Sherlock Holmes, The - The Case of the Serrated Scalpel
- Lost in Time
- Lost Patrol
- Lost Tribe, The
- Lost Vikings, The
- Lotus - The Ultimate Challenge
- Love's Fiery Imbroglio
- Low Blow
- Luigi en Circusland
- Luigi & Spaghetti
- Lunar Command
- Lunar Explorer - A Space Flight Simulator
- Lupo Alberto, The VideoGame
- Lure of the Temptress
- Lurking Horror, The

## M
- M1 Tank Platoon
- Maabus
- Macadam Bumper
- MacArthur's War - Battles for Korea
- Mach 3
- Machiavelli the Prince
- Mad Cow Man and Deep Fried Fat Boy
- Mad Dog McCree
- Mad Dog II - The Lost Gold
- Mad Mix
- Mad Mix 2
- Mad News
- Mad Paradox
- Mad TV
- Mad TV 2
- Maelstrom
- MAG
- Magic Boxes
- Magic Candle, The
- Magic Candle II, The - The Four and Forty
- Magic Candle III, The
- Magic Carpet
- Magic Carpet - Hidden Worlds
- Magic Carpet 2 - The Netherworlds
- Magic Crayon
- Magic Johnson MVP
- Magicland Dizzy
- Magic & Mayhem for Heretic
- Magic Pockets
- Magnetik Tank
- Magocracy
- Mah Jongg Solitaire
- Major League Manager
- Major Stryker
- Maker's Matchup
- Malice for Quake
- Malta Storm
- Mambo
- Manchester United Europe
- Manchester United - The Double
- Manhole, The
- Manhole, The - New and Enhanced
- Manhunter - New York
- Manhunter 2 - San Francisco
- Maniac Mansion
- Manic Karts
- Manic Miner
- Marble Cooking
- Marco Polo
- Marine Fighters
- Mario is Missing!
- Mario's Early Years - Fun With Letters
- Mario's Game Gallery
- Mario Teaches Typing
- Marshmallow Duel
- Mars Saga
- Martian Memorandum
- Mass Destruction
- Masterblazer
- Master Levels for Doom II
- Master Ninja - Shadow Warrior of Death
- Master of Magic
- Master of Orion
- Master of Orion II - Battle at Antares
- Math Blaster!
- Math Blaster Plus!
- Math Rescue
- Matteraketen: Den fĂ¶rsvunna staden
- Matterhorn Screamer
- Maupiti Island
- Maxit
- M.A.X.: Mechanized Assault and Exploration
- Maze Machine
- Maze Runner
- Maze Wars
- M.C. Kids
- MDK
- Mean 18
- Mean Streets
- Mech Brigade
- MechWarrior
- MechWarrior 2: 31st Century Combat
- MechWarrior 2: Ghost Bear's Legacy
- MechWarrior 2: Mercenaries
- Medieval Lords: Soldier Kings of Europe
- Medieval Warriors
- Megafortress
- Mega lo Mania
- Mega Man
- Mega Man 3
- Mega Man 3: The Robots are Revolting
- Mega Man X
- Mega Math
- MegaRace
- MegaRace 2
- Megaspectre
- MegaTraveller 1: The Zhodani Conspiracy
- MegaTraveller 2: Quest for the Ancients
- Megatron VGA
- Menace
- Menzoberranzan
- Merchant Colony
- Merchant Prince
- Mercy
- Merlin Challenge
- Metal Gear
- Metal & Lace: The Battle of the Robo Babes
- Metal Mutant
- Metaltech: Battledrome
- Metaltech: Earthsiege
- Metaltech: Earthsiege Speech Pack
- Meteors
- Miami Vice
- Michael Jordan in Flight
- Michel Futbol Master + Super Skills
- Mickey's Crossword Puzzle Maker
- Mickey's Space Adventure
- Microcosm
- MicroLeague Baseball IV
- MicroLeague Football 2
- MicroLink Push Your Luck
- MicroLink Shut the Box
- MicroLink Yaht
- Micro Machines
- Micro Machines 2: Turbo Tournament
- Microprose Pro Soccer
- Microsoft Caribbean
- Microsoft Flight Simulator Aircraft & Scenery Designer
- Microsoft Flight Simulator v3.0
- Microsoft Flight Simulator v4.0
- Microsoft Flight Simulator v5.0
- Microsoft Space Simulator
- Midway Campaign
- Midway: The Battle that Doomed Japan
- Midwinter
- Might and Magic I: The Secret of the Inner Sanctum
- Might and Magic II: Gates to Another World
- Might and Magic III: Isles of Terra
- Might and Magic IV: Clouds of Xeen
- Might and Magic V: Darkside of Xeen
- Might and Magic: World of Xeen
- Mighty Bombjack
- Mike Ditka Ultimate Football
- Mille Bornes
- Millennia: Altered Destinies
- Millennium: Return to Earth
- Mimi & The Mites
- Mindbender
- Mind Castle
- Mindfighter
- Mind-Roll
- Mindshadow
- Mindwheel
- Miracle Piano Teaching System, The
- Missing Dots Matrix
- Mission Critical
- Mission: Impossible
- Mission Supernova
- Mist, The
- Mixed-Up Fairy Tales
- Mixed-Up Mother Goose
- Mixed-Up Mother Goose (rozšířená CDROM verze)
- Modem Wars
- Moebius: The Orb of Celestial Harmony
- MoleZ
- Money Bags: Beat the Gnome of Zurich
- Monkey Business
- Monkey Island 2: LeChuck's Revenge
- Monkey Island Madness
- Monopoly
- Monopoly Deluxe
- Monster Bash
- Monster Math
- Montezuma's Return
- Monty Python's Flying Circus
- Monuments of Mars
- Moonmist
- Moonstone: A Hard Days Knight
- Moonwalker
- Moptown Parade
- Moraff's Entrap
- Moraff's Revenge
- Moraff's Stones
- Moraff's World
- Morkin 2
- Mortadelo y FilemĂłn 2
- Mortal Coil: Adrenalin Intelligence
- Mortal Kombat
- Mortal Kombat II
- Mortal Kombat 3
- Mortville Manor
- Moses Matchup
- Moses: Old Testament Adventure #1
- MOT
- Motocross
- Motor City
- Mr. Boom
- Ms Pac PC
- MTV's Club Dead
- M.U.D.S.
- Mumsaren
- Mundial de FĂştbol
- Murder!
- Murder Makes Strange Deadfellows
- Murders in Space
- Murders in Venice
- Museum Madness
- Mutant Penguins
- Mutan Zone
- Muzzle Velocity
- MYCHESS
- Mystery Master: Felony!
- Mystery Master: Murder by the Dozen
- Mystic Midway: Rest in Pieces
- Mystic Towers
- Myth

## N
- NAM
- Napoleon in Russia: Borodino 1812
- Narco Police
- NASCAR Grand National Series Expansion Pack
- NASCAR Racing
- NASCAR Racing 2
- NASCAR Track Pack
- National Lampoon's Chess Maniac 5 Billion and 1
- Navcom-6
- Navy Moves
- Navy Seal
- Navy Strike
- NBA Jam Tournament Edition
- NBA Live 95
- NBA Live 96
- NBA Live 97
- NCAA Basketball: Road to the Final Four (91/92 Edice)
- NCAA Road to the Final Four 2
- NCAA Championship Basketball
- Need for Speed, The
- Need for Speed, The - Special Edition
- Nemesis: The Wizardry Adventure
- NeoHunter
- Nephi's Quest
- Nerves of Steel
- NetHack
- Nethack: Falcon's Eye
- Netherworld
- NetMaze
- NetMech
- NET:Zone
- Neuromancer
- Neverending Story II, The
- Never Mind
- Neverwinter Nights
- NFL Pro League Football
- NFL Pro League Football (1991 edition)
- NFL Quarterback Club 96
- NHL 95
- NHL 96
- NHL 97
- NHL Hockey
- Nibbles
- Nick Faldo's Championship Gold
- Nigel Mansell's World Championship
- Night Bomber
- Night Hawk: F-117A Stealth Fighter 2.0
- NightHunter
- Night Mission Pinball v3.0
- Night Raid
- Night Shift
- Night Trap
- Nine Princes in Amber
- Ninja
- Ninja Gaiden
- Ninja Gaiden II: The Dark Sword of Chaos
- Ninja Rabbits
- Nippon Safes, Inc.
- Nitemare-3D
- Nobunaga's Ambition
- Nobunaga's Ambition 2
- Noctis
- Noctropolis
- No Exit
- No Greater Glory
- Nomad
- Nord and Bert Couldn't Make Head or Tail of It
- Normality
- Norse by Norse West: The Return of the Lost Vikings
- North & South
- Nova 9: Return of Gir Draxon
- Novalight Tetris
- Novastorm
- Novatron
- Nuclear War
- Nuke It
- Nuke It 1000
- Nuke It v2.0
- Number Munchers
- Number Munchers Tribute
- Nyet
- Nyet 3: The Revenge of the Mutant Stones
- NY Warriors

## O
- Obitus
- Obliterator
- Ocean Ranger
- Ocean Trader
- Ogre
- Oh No! More Lemmings
- Oil Barons
- Oil's Well
- Oligopoly
- Oliver & Company
- Olympic Games: Atlanta 1996
- Omega (1988)
- Omega (1989)
- Omnicron Conspiracy
- Once and Future
- One Must Fall: 2097
- Onesimus: A Quest for Freedom
- One Step Beyond
- One Unit Whole Blood
- ONSIDE Complete Soccer
- On Target
- On the Ball
- On the Ball: World Cup Edition
- Oo-Topos
- Ooze: Creepy Nites
- Operation Body Count
- Operation Carnage
- Operation: Cleanstreets
- Operation Crusader
- Operation Europe: Path to Victory 1939-45
- Operation Market Garden: Drive on Arnhem, September 1944
- Operation Neptune
- Operation Wolf
- Orbiter
- Oregon Trail, The
- Orion Burger
- Orion Conspiracy, The
- Oscar
- Oubliette
- Outer Ridge
- Out of the Park
- OutRun
- Overdrive
- OverKill
- Overlord (1990)
- Overlord (1994)
- Oxyd Extra

## P
- P-38 Lightning Tour of Duty
- P-80 Shooting Star Tour of Duty
- Pac-Gal
- Pacific Islands
- Pacific Strike
- Pacific Strike Speech Pack
- Pac-in-Time
- Pack Rat, The
- Pac-Maine
- Paganitzu
- Paladin
- Paladin II
- Paladin Quest Disk: The Scrolls of Talmouth
- Panda Dodgeball
- Pandora Directive, The
- Pang
- Panoplia: The Full Armor of God
- Panza Kick Boxing
- Panzer Battles
- Panzer General
- Paparazzi!: Tales of Tinseltown
- Paperboy
- Paperboy 2
- Paranoia
- Paratrooper II
- Paris-Dakar
- Passengers on the Wind
- Patrician, The
- Patriot
- Patton Strikes Back: The Battle of the Bulge
- Patton vs. Rommel
- Pawn, The
- PC-Darts
- PC FĂştbol 4.0
- PC FĂştbol 5.0
- PC SelecciĂłn EspaĂ±ola de FĂştbol Eurocopa '96
- PC-Sherlock: A Game of Logic & Deduction
- Pea Shootin' Pete
- Pengo
- Perestroika
- Perry Mason: The Case of the Mandarin Murder
- Personal Nightmare
- Pete Rose Pennant Fever
- Peter Pan
- Pete Sampras Tennis 97
- PGA Tour Golf
- PGA Tour Golf 486
- Phantasie
- Phantasie Bonus Edition
- Phantasie III : The Wrath of Nikademus
- Phantasmagoria: A Puzzle of Flesh
- Phantasmagoria Stagefright
- Phantis
- Pharaoh's Revenge
- Pharaoh's Tomb
- PHM Pegasus
- Phrase Master
- Pickle Wars
- Pick up the Phone Booth and Die
- Pictionary
- Picture Perfect Golf
- Pilgrim Quest
- Pinball 2000
- Pinball Dreams
- Pinball Dreams II
- Pinball Fantasies
- Pinball Fantasies Deluxe
- Pinball Gold Pack
- Pinball Illusions
- Pinball Madness 4
- Pinball Mania
- Pipe Mania
- Pipes
- Piranha
- Pirates! Gold
- Pirates of the Barbary Coast
- Pit-Fighter
- Pixel Puzzler
- Pizza Tycoon
- Pizza Worm
- Plan 9 From Outer Space
- Planetfall
- Planet's Edge
- Planet Soccer
- Platoon
- Player Manager 2
- Player Manager 2 Extra: The Chase For Glory
- PlayMaker Football 2.0
- The Playroom
- Play the Games Vol. 1
- Play the Games Vol. 2
- Pleurghburg: Dark Ages
- Plundered Hearts
- Pocket Rockets
- Poko Memorial: 18th Hole Miniature Golf
- Polda, aneb s poctivostí nejdřív pojdeš
- Pole Position
- Pole Position
- Pole Position II
- Police Quest 2: The Vengeance
- Police Quest 3: The Kindred
- Police Quest: Collection Series
- Police Quest: In Pursuit of the Death Angel
- Pong Kombat
- Poogaboo: La Pulga 2
- Pool of Radiance
- Pools of Darkness
- Popcorn
- Populous
- Populous: The Promised Lands
- Populous II: Trials of the Olympian Gods
- Ports of Call
- Positronic Bridge
- Power, Corruption & Lies
- Power Dolls
- Power Drift
- Power Drive
- Power F1
- PowerHits: BattleTech
- PowerHits Movies
- PowerHits Sci/Fi
- PowerHits Sports
- Powerhouse
- Powermonger
- Power Politics
- Powerslave
- Pray for Death
- Predator 2
- Pref Club
- Prehistorik
- Prehistorik 2
- Premier Manager
- Premier Manager 2
- Premier Manager 3
- Premier Manager 3 De-Luxe
- Premier Multi-Edit System
- Premiership, The
- President Elect: 1988 Edition
- The President is Missing
- Primal Rage
- Prime Time
- Prince of Evil
- Prince of Persia
- Prince of Persia 2: The Shadow and the Flame
- Princess Maker
- Princess Maker 2
- Princess Minerva
- Prisoner 2
- Prisoner of Ice
- Privateer 2: The Darkening
- Prizm
- P-Robots
- Prohibition
- Project Neptune
- Project Paradise
- Project-X
- Pro League Baseball
- Prophecy 1: The Viking Child
- Prophecy of the Shadow
- Prophecy, The
- Prophecy: The Fall of Trinadon
- Pro Pinball: The Web
- Pro Pinball: Timeshock
- Protostar: War on the Frontier
- Prototype
- Proto Type
- Psi-5 Trading Company
- Psychic Detective
- Psycho
- Psycho Killer
- Psycho Pinball
- The Psychotron
- PT-109
- P.T.O. - Pacific Theater of Operations
- Pulse
- Punisher, The
- The Pure Wargame
- Purple Saturn Day
- Pushover
- Putt-Putt and Fatty Bear's Activity Pack
- Putt-Putt Goes to the Moon
- Putt-Putt Joins the Parade
- Putt-Putt's Fun Pack
- Puzznic
- Pyramid Power
- Pyramids of Egypt
- Pyramid Solitaire
- Pyro II
- Pyrotechnica

## Q
- Q2 for Quake
- QAD: Quintessential Art of Destruction
- Qin: Tomb of the Middle Kingdom
- Qix
- Quadralien
- Quadrel
- Quake
- Quake Mission Pack 1: Scourge Of Armagon
- Quake Mission Pack 2: Dissolution of Eternity
- Quarantine
- Quarantine II: Road Warrior
- Quarky & Quaysoo's Turbo Science
- Quarterback Attack
- The Queen of Hearts Maze Game
- Queen: The Eye
- Quest for Glory I: So You Want To Be A Hero
- Quest for Glory II: Trial by Fire
- Quest for Glory III: Wages of War
- Quest for Glory IV: Shadows of Darkness
- The Quest for the Time-bird
- Questmaster I: The Prism of Heheutotol
- The Quest of Kwirk's Castle
- Questron II
- ÂżQuien es Cualo?
- Quiver
- The Quivering
- Q!Zone

## R
- Race Drivin'
- Race the Nags
- Rack 'Em
- Racter
- Radix: Beyond the Void
- Rad Warrior
- Rags to Riches: The Financial Market Simulation
- Raiden
- Railroad Empire
- Rally Championships
- Rally Cross Challenge
- Rallye Racing 97
- RAM!
- RAMA
- Rambo: First Blood Part II
- Rambo III
- Rampage
- Rampart
- Rance III: Riizasu Kanraku
- Ranx
- Raptor: Call of the Shadows
- Rastan
- Ravenloft: Stone Prophet
- Ravenloft: Strahd's Possession
- The Raven Project
- Rayman
- Rayman Funpack
- Reach for the Skies
- Reach for the Stars
- Reader Rabbit
- Reader Rabbit 2
- Reader Rabbit 3
- Realms
- Realms of Arkania: Blade of Destiny
- Realms of Arkania: Star Trail
- Realms of Arkania: Shadows over Riva
- Realms of Chaos
- Realms of the Haunting
- Rebel Assault & X-Wing Collector's CD
- Rebel Charge at Chickamauga
- Rebel Moon
- Red Babe
- Red Baron
- Red Baron: Mission Builder
- The Red Baron
- Red Baron With Mission Builder
- Redhook's Revenge
- Red Lightning
- Redneck Icechest of Value
- Redneck Rampage
- Redneck Rampage Rides Again: Arkansas
- Red Storm Rising
- Relentless: Twinsen's Adventure
- Re-Loaded
- Remote Control
- Rendezvous With Rama
- Renegade
- Renegade Legion: Interceptor
- Renegade: The Battle for Jacob's Star
- Rescate En El Golfo
- Rescue Rover
- Rescue Rover 2
- Resurrection: Rise 2
- Retribution
- Return of the Mutant Space Bats of Doom
- Return of the Phantom
- Return to Kroz
- Return to Ringworld- Tsunami Games
- Return to Zork
- Reunion
- Revelation
- Revenge of Defender
- Revolution Classic Adventures
- Revolution X
- Rex Blade: The Apocalypse
- Rex Nebular and the Cosmic Gender Bender
- Rick Dangerous
- Rick Dangerous II
- Rick Davis' World Trophy Soccer
- Rings of Medusa
- Rings of the Magi: Grand Master Edition
- Ringworld: Revenge of the Patriarch- Tsunami Games
- Ripley's Believe It or Not!: The Riddle of Master Lu
- Ripper
- Rise of the Dragon
- Rise of the Robots
- Rise of the Robots: The Director's Cut
- Rise of the Triad: Dark War
- Risk
- Risky Woods
- Road & Car
- Road Hog!
- Roadwar 2000
- Roadwar Europa
- The Roberta Williams Anthology
- Roberta Williams' King's Quest I: Quest for the Crown
- Roberta Williams' King's Quest VII: The Princeless Bride
- Roberta Williams' Mixed-Up Mother Goose
- Roberta Williams' Phantasmagoria
- Robinson's Requiem
- RoboCop
- Robocop 3
- Roboman
- RoboMaze 2: The Lobby
- Robomaze III
- RoboSport
- Robot
- Robot Odyssey
- Robot Rascals
- Rocket Chase
- Rocketeer, The
- Rocket Lander
- Rocket Ranger
- Rockford: The Arcade Game
- Rock Man
- Rock 'n Roll
- Rockstar
- Rodge Rock In Retroactive
- Rogue: The Adventure Game
- Rol Crusaders
- Rollerblade Racer
- Rollin
- Rolling Ronny
- Romance of the Three Kingdoms
- Romance of the Three Kingdoms II
- Romance of the Three Kingdoms III: Dragon of Destiny
- Romance of the Three Kingdoms V
- Romantic Encounters at the Dome
- Rome: Pathway to Power
- R.O.M. Gold - Rings of Medusa
- Rotor
- Rotox
- Round 42
- Rubik's Cube
- Rugby World Cup 95
- Rules of Engagement 2
- Rush'n Attack
- Russian Front II: The Kursk Campaign
- Rytíři Grálu

## S
- Saban's Iznogoud
- Saboteur II
- Sabre Team
- Same or Different
- Sam & Max Hit the Road
- Sand Storm
- Sand Warriors
- Sango Fighter
- Sango Fighter 2
- Santa Fe Mysteries: The Elk Moon Murder
- Santa Paravia and Fiumaccio
- Sapiens
- Sarakon
- Sargon III
- Sargon 4
- Sargon 5: World Class Chess
- Satan
- Satori
- Savage
- Savage Warriors
- Scapeghost
- Scavengers of the Mutant World
- Scenariomania
- Scenery Collection: Set B
- The Scoop
- Scorched Earth
- Scorcher
- The Scottish Open: Carnoustie Virtual Golf
- Scrabble: Deluxe Edition
- Scramble
- Screamer
- Screamer 2
- Screamer Rally
- ScubaVenture The Search For Pirate's Treasure
- S.D.I.
- Sea Dragon
- Sea Legends
- SEAL Team
- Search & Destroy
- Search for the Titanic
- Sea Rogue
- Season of the Sakura
- Seastalker
- Seawolf
- Second Front: Germany Turns East
- Secret Agent
- The Secret Codes of C.Y.P.H.E.R.: Operation Wildlife
- Secret Mission
- The Secret of Monkey Island
- Secret of the Silver Blades
- Secret Weapons of the Luftwaffe
- Seek and Destroy
- Sensible Golf
- Sensible Soccer: European Champions: 92/93 Edition
- Sensible World of Soccer
- Sensible World of Soccer '96/'97
- Sensible World of Soccer: European Championship Edition
- Sentient
- Sentinel, The
- Sentinel Worlds I: Future Magic
- Serf City: Life is Feudal
- Serve & Volley
- Settlers
- Settlers II, The: Veni, Vidi, Vici
- Settlers II, The (Gold Edition)
- Seven Cities of Gold
- Seven Cities of Gold Commemorative Edition
- Seven Spirits of Ra, The
- Sex Olympics
- Shade
- Shadoan
- Shadowcaster
- Shadowgate
- Shadow Knights
- Shadowlands
- Shadow of the Comet
- Shadow of Yserbius
- Shadoworlds
- Shadow President
- Shadows of Cairn
- Shadows of Mordor, The
- Shadow Sorcerer
- Shadow Warrior
- Shakii the Wolf
- Shanghai
- Shanghai II: Dragon's Eye
- Shannara
- Shard of Spring
- Sharkey's 3D Pool
- Shattered Steel
- Sheila Rae the Brave
- Sherlock Holmes: Consulting Detective
- Sherlock Holmes: Consulting Detective Vol. II
- Sherlock Holmes: Consulting Detective Vol. III
- Sherlock Holmes: The Vatican Cameos
- Sherlock: The Riddle of the Crown Jewels
- Sherman M4
- Shinobi
- Shogun
- Shooting Gallery
- Shrak for Quake
- Shufflepuck Cafe
- Shuttle
- Sid & Al's Incredible Toons
- Sid Meier's Civilization
- Sid Meier's Colonization
- Sid Meier's Covert Action
- Sid Meier's Railroad Tycoon
- Sid Meier's Railroad Tycoon Deluxe
- Siege
- Sierra Championship Boxing
- Sign of the Sun
- Silent Hunter
- Silent Service
- Silent Service II
- Silicon Dreams
- Silpheed
- Silverball
- Silverload
- SimAnt: The Electronic Ant Colony
- SimCity
- SimCity Enhanced CD-ROM
- SimCity Graphics Set 1: Ancient Cities
- SimCity: Terrain Editor
- SimCity 2000
- SimCity 2000: CD Collection
- SimCity 2000 Urban Renewal Kit
- SimEarth: The Living Planet
- SimFarm
- SimHealth
- SimIsle: Missions in the Rainforest
- SimLife
- Simon the Sorcerer
- Simon the Sorcerer II: The Lion, the Wizard and the Wardrobe
- Simpsons Arcade Game, The
- Simpsons, The: Bart's House of Weirdness
- Simpsons, The: Bart vs. the Space Mutants
- Simulador Profesional de FĂştbol
- Simulador Profesional de Tenis
- Sinbad and the Throne of the Falcon
- Sink or Swim
- Sir AddaLot's "Mini" Math Adventure
- Sito Pons 500cc Grand Prix
- Skaphander - Der Auftrag
- Skate or Die
- Ski or Die
- Skull & Crossbones
- Skunny: Back to the Forest
- Skunny: In The Wild West
- Skunny Kart
- Skunny: Save Our Pizzas!
- Skunny's Desert Raid
- Skunny: Special Edition
- SkyChase
- Skyfox II: The Cygnus Conflict
- SkyNET
- SkyRoads
- SkyRoads Xmas Special
- Sky Shark
- Slam City with Scottie Pippen
- Slam 'N Jam '96 featuring Magic and Kareem
- Slater & Charlie Go Camping
- Sleeping Gods Lie
- Sleepwalker
- Slicks 'n' Slide
- Slipstream 5000
- Slordax: The Unknown Enemy
- Smashing Pumpkins into Small Piles of Putrid Debris
- Snake Game
- Snarf
- Snipes
- Snood
- Snoopy and Peanuts
- Snoopy's Game ClubSnowstrike
- Soaring Simulator, The
- Soccer Kid
- Soccer Superstars
- SODA Off-Road Racing
- Softporn Adventure
- Software Manager
- Soko-Ban
- Soko-Sex
- Solar Winds: Galaxy
- Solar Winds: The Escape
- Solitaire Royale
- Solitaire's Journey
- Solitare
- Sol Negro
- Soltys
- Solver: The Bank Quest
- Sons of Liberty
- Sopwith
- Sopwith 2
- Sopwith: The Author's Edition
- Sorcerer
- Sorcerer Lord
- Sorcerian
- Soul Crystal
- Sound, Graphics & Aircraft Upgrade for Microsoft Flight Simulator
- Space: 1889
- Space Ace
- Space Ace II: Borf's Revenge
- The Space Adventure
- Space Chase III: Showdown In Orbit
- Space Commanders
- Space Commanders II
- Space Conquest: A Galactic Odyssey
- Space Crusade
- Spaced
- Space Dude
- Space Harrier
- Space Hulk
- Space Job
- Space Legends
- Space Marines
- Space Pirates
- Space Quest I: Roger Wilco in the Sarien Encounter
- Space Quest II: Vohaul's Revenge
- Space Quest III: The Pirates of Pestulon
- Space Quest IV: Roger Wilco and the Time Rippers
- Space Quest V: The Next Mutation
- Space Quest 6: The Spinal Frontier
- Space Racer
- Space Rogue
- Space Station Oblivion
- Spacewrecked: 14 Billion Light Years From Earth
- Spear of Destiny
- Spear of Destiny Mission Disks - Mission 2: Return to Danger
- Spear of Destiny Mission Disks - Mission 3: Ultimate Challenge
- Spear Resurrection
- Special Forces
- Spectre
- Spectre VR
- Speed
- Speedball
- Speedball 2: Brutal Deluxe
- Speed Demons
- Speed Haste
- SpeedRage
- Spellbreaker
- Spellcasting 101: Sorcerers get all the Girls
- Spellcasting 201: The Sorcerer's Appliance
- Spellcasting 301: Spring Break
- Spell Castle
- SpellCraft: Aspects of Valor
- Spellcross
- Spelljammer: Pirates of Realmspace
- Spider-Man
- Spirit of Adventure
- Spirit of Excalibur
- Spiritual Warfare
- Spirou
- Spitwad Willy
- Splat!
- Sporting Triangles
- Sport of Kings
- Spot
- Spud
- Spycraft: The Great Game
- Spyder
- Spy Snatcher
- Spy vs. Spy III: Arctic Antics
- Spy Who Loved Me, The
- Squares
- Squarez Deluxe!
- SSN-21 Seawolf
- Stack Up
- Stalker
- Starball
- StarBlade
- Star Chamber
- Star Command: Revolution
- Star Control
- Star Control II
- Star Control 3
- Starcross
- Star Crusader
- Stardust
- Starfire
- Star Fleet I: The War Begins
- Star Fleet II: Krellan Commander
- Starflight
- Starflight 2: Trade Routes of the Cloud Nebula
- Star General
- Starglider
- Starglider 2
- Star Goose
- Stargunner
- Star Legions
- Starlord (hra)
- Star Lords
- Starquake
- StarQuest - Rescue at Rigel
- Star Rangers
- Star Reach
- Star Saga: Two - The Clathran Menace
- Star Traders
- Star Trek: 25th Anniversary
- Star Trek: Deep Space Nine - Harbinger
- Star Trek: First Contact
- Star Trek: Judgment Rites
- Star Trek: Judgment Rites (Limited CD-ROM Collector's Edition)
- Star Trek: The Kobayashi Alternative
- Star Trek: The Next Generation - A Final Unity
- Star Trek: The Next Generation - The Transinium Challenge
- Star Trek: The Next Generation - Trivia
- Star Trek: The Promethean Prophecy
- Star Trek: The Rebel Universe
- Star Trek V: The Final Frontier
- Star Wars
- Star Wars Chess
- Star Wars: Dark Forces
- Star Wars: Rebel Assault
- Star Wars: Rebel Assault II - The Hidden Empire
- Star Wars: Return of the Jedi
- Star Wars: TIE Fighter
- Star Wars: TIE Fighter (Collector's CD-ROM)
- Star Wars: TIE Fighter - Defender of the Empire
- Star Wars: X-Wing
- Star Wars: X-Wing - B-Wing
- Star Wars: X-Wing (Collector's CD-ROM)
- Star Wars: X-Wing - Imperial Pursuit
- States and Capitals
- Stationfall
- Steel Panthers
- Steel Panthers II: Modern Battles
- Steel Panthers 2: Modern Battles: Campaign Disk
- Steel Panthers III: Brigade Command (1939-1999)
- Steel Thunder
- Steg the Slug
- Steigenberger Hotelmanager
- Stellar 7
- Stellar Conquest 3: Hostile Takeover
- S-Tetris
- StixWorld
- Stock Market: The Game
- Stocks And Bonds
- Stonekeep
- Storm Across Europe
- Stormlord
- Storm Master
- Stratego
- Street Ball
- Street Cat
- Street Fighter
- Street Fighter II
- Street Racer
- Street Rod
- Street Rod 2: The Next Generation
- Street Sports Baseball
- Street Sports Basketball
- Street Sports Soccer
- Strider
- Strife
- Strike Aces
- Strike Commander
- Strike Commander Speech Pack
- Strike Commander: Tactical Operations
- Strike Fleet
- Striker
- Striker '95
- Striker '96
- Strike Squad
- Strip Poker: A Sizzling Game of Chance
- Strip Poker II
- Strip Poker III
- Strip Poker Professional
- Strip Poker Professional rev. B
- Stronghold
- Stryx
- S.T.U.N. Runner
- Stunt Driver
- Stunt Island
- Stunts
- Stunt Track Racer
- Styx
- SU-25 Stormovik
- Su-27 Flanker
- Sub Battle Simulator
- Subbuteo
- Submarine
- Submarine Fury
- Subtrade: Return to Irata
- Suburban Commando
- Subwar 2050
- Subwar 2050: The Plot Deepens
- Summer Challenge
- Summoning, The
- Supaplex
- Superbike Challenge
- Super Angelo
- Super C
- Super Cars II
- Supercars International
- Super Cauldron
- Super Fighter
- Superfly
- Superfrog
- Super Hang-On
- Superhero League of Hoboken
- Super Huey II
- Super Huey UH-IX
- SuperKarts
- Super League Pro Rugby
- Super Munchers
- Super Noah's Ark 3-D
- Supernova
- Super Pac-Man
- Super Panic Monsters
- Super Solvers: Gizmos & Gadgets
- Super Solvers: Midnight Rescue!
- Super Solvers: OutNumbered!
- Super Stardust
- Superstar Ice Hockey
- Super Street Fighter II
- Super Street Fighter II Turbo
- Super Sumo Wrestling 2002
- Super Tetris
- Super Worms
- Super-VGA Harrier
- Super ZZT
- Surface Tension
- Suspect
- Suspended
- Swing
- SWIV 3D
- Sword of Aragon
- Sword of Honour
- Sword of the Samurai
- Swords of Glass
- Swords of Xeen
- Syndicate
- Syndicate: American Revolt
- Syndicate Plus
- Syndicate Wars
- Synnergist
- System Shock

## T
- T2: The Arcade Game
- Taco Bell: Tasty Temple Challenge
- Tactical Operations II: Beyond Destruction
- Tai-Pan
- Taito's Super Space Invaders
- Tales of the Unknown, Volume I: The Bard's Tale
- Talisman: Challenging the Sands of Time
- Tamper
- Tangled Tales
- Tank2
- Tank: The M1A1 Abrams Battle Tank Simulation
- Targhan
- Task Force 1942
- Tau Ceti
- Team Yankee
- Tear Down The Wall
- Techno Cop
- Teenage Mutant Ninja Turtles
- Teenage Mutant Ninja Turtles II: The Arcade Game
- Teenagent
- Teenage Queen
- Tegel's Mercenaries
- Telengard
- Telstar double value games (System Shock a Space Hulk)
- Tempest 2000
- Temple of Apshai Trilogy
- Temple of Kroz
- Ten Nights of Killing and Mayhem at F.J.B. II
- Tennis Cup II
- Terep 2
- Terminal Terror
- Terminal Velocity
- Terminator 2029
- The Terminator 2029 - Deluxe CD Edition
- Terminator 2029: Operation Scour
- Terminator 2: Judgment Day
- Terminator 2: Judgment Day - Chess Wars
- The Terminator: Future Shock
- The Terminator: Rampage
- The Terminator
- Terra Nova: Strike Force Centauri
- Terror of the Catacombs
- Terror TRAX: Track of the Vampire
- Tesserae
- Test Drive
- Test Drive III: The Passion
- Test Drive II: The Collection
- Test Drive: Off-Road
- Tetripz
- Tetris
- Tetris Gold
- TFX
- Theatre of Death
- Theatre of War
- Their Finest Hour: The Battle of Britain
- Their Finest Missions - Volume One
- Theme Hospital
- Theme Park
- Theme Park Mystery
- Thexder
- Thing, The
- Thinking Games 2
- Think Quick!
- The Third Courier
- Third Reich P.C.
- Thomas the Tank Engine and Friends Pinball
- Thomas the Tank Engine & Friends
- Thor's Hammer
- The Thor Trilogy
- Three Sisters' Story
- The Three Stooges
- ThunderBlade
- Thunderchopper
- Thunderhawk AH-73M
- Thunder in Paradise Interactive
- Thunderstrike
- Thunderstrike 2
- Tie Break
- Tiles of the Dragon
- Time Bandit
- Time Commando
- Time Gate: Knight's Chase
- Time Paradox
- Timequest
- Time Riders in American History
- Time Slaughter
- Times of Lore
- Tintin in Tibet
- Tintin on the Moon
- Tip Off
- Titan
- Titanic
- Titus the Fox: To Marrakech and Back
- TKO
- T-Mek
- Toad
- Tomahawk
- Tomb Raider
- Tomb Raider Gold
- The Tomb
- Tom & Jerry
- Tom & Jerry Cat-astrophe
- Tongue of the Fatman
- Tony La Russa Baseball 3
- Tony La Russa Baseball II
- Tony La Russa's Ultimate Baseball
- Toobin'
- Toonstruck
- Top Gun
- Top Gun: Fire At Will
- Toppler
- Torin's Passage
- TORNADO
- Tornado: Operation Desert Storm
- Total Control Football
- Total Eclipse
- Total Heaven
- Total Meltdown
- Total Sports
- TouchĂ©: The Adventures of the Fifth Musketeer
- Tough Guy
- Toushin Toshi
- Tower Toppler
- Town With No Name
- Toyota Celica GT Rally
- The Toy Shop
- The Tracer Sanction
- Track Attack
- Tracker
- Tracon II
- Traders: The Intergalactic Trading Game
- Trade Wars 2002
- Traffic Department 2192
- The Train: Escape to Normandy
- Transarctica
- Transport Tycoon
- Transport Tycoon Deluxe
- Transport Tycoon Scenario Disk
- Transylvania
- Transylvania III: Vanquish the Night
- Treasure Cove!
- Treasure Hunt
- Treasure MathStorm!
- Treasure Mountain!
- Treasures of the Savage Frontier
- The Treehouse
- Trek Trivia
- Trial by Magic
- The Trials of Odysseus Kent
- Trick or Treat
- Trinity
- Triple Action Volume 5
- Triple Conflict
- Triple Play 97
- Triple Tris Challenge
- Triple Value Pack
- Trivial Pursuit
- Trivia Whiz
- Troddlers
- Trog!
- Troggle Trouble Math
- Troika
- Trojan
- Trolls
- The Trophy Case
- Tube
- Tubes
- Tubular Worlds
- Tunnel B1
- Tunneler
- The TunnelMan
- Tunnels of Armageddon
- Tunnels & Trolls: Crusaders of Khazan
- Turbocar
- Turbo Outrun
- Turrican II: The Final Fight
- TV Sports: Basketball
- TV Sports: Boxing
- TV Sports: Football
- Twenty Wargame Classics
- Twilight: 2000
- Twilight Treasures
- Twilight Zone, The
- Twinsen's Odyssey
- Twisted Mini Golf
- Typhoon of Steel
- Tyrian
- Tyrian 2000

## U
- UEFA Euro 96 England
- UFO
- Ugh!
- Ultima I: The First Age of Darkness
- Ultima II: Revenge of the Enchantress
- Ultima III: Exodus
- Ultima IV: Quest of the Avatar
- Ultima V: Warriors of Destiny
- Ultima VI: The False Prophet
- Ultima VII: The Black Gate
- Ultima VII: The Forge of Virtue
- Ultima VII, Part Two: Serpent Isle
- Ultima VII, Part Two: The Silver Seed
- Ultima VIII: Pagan
- Ultima VIII: Pagan - Speech Pack
- Ultima Underworld: The Stygian Abyss
- Ultima Underworld II: Labyrinth of Worlds
- Ultima: Worlds of Adventure 2: Martian Dreams
- Ultimate Add-On's - Tournament Edition
- Ultimate Body Blows
- Ultimate Domain
- The Ultimate Doom
- Ultimate Flight Pack
- Ultimate NFL Coaches Club Football
- The Ultimate RPG Archives
- Ultimate Soccer Manager
- Ultimate Soccer Manager 2
- The Ultimate Tapan Kaikki
- The Ultimate Wizardry Archives
- Ultrabots
- Ultra Flight Pack
- UMS II: Nations at War
- UMS: The Universal Military Simulator
- Uncharted Waters
- Uncharted Waters 2: New Horizons
- Uncover It
- Under a Killing Moon
- Under Fire
- Uninvited
- United States Quiz
- Universe
- Universe 3
- Unlimited Adventures
- Unnatural Selection
- Unnecessary Roughness '95
- Unnecessary Roughness '96
- Uno
- Unreal
- Untima IX - Descension
- Untouchables, The
- Up Periscope!
- Urban Runner
- Uridium
- USA East
- US History: Western Settlement to Modern Day
- U.S. Navy Fighters
- U.S.S. Stinger
- USS Ticonderoga
- The Usurper: The Mines Of Qyntarr
- Utopia: The Creation of a Nation

## V
- Vacation Gone Awry
- Valhalla
- Vampire's Castle Adventure
- Vampyr: Talisman of Invocation
- Vanguard Ace: Vertical Madness
- Vaxine
- Vegas Bandit
- Veil of Darkness
- Vengeance of Excalibur
- Vette!
- V for Victory: D-Day Utah Beach
- V for Victory: Gold-Juno-Sword
- V for Victory: Market-Garden
- V for Victory: Velikiye Luki
- VGA Miner
- VGA Sharks
- Viaje Al Centro De La Tierra
- Vida
- Vinyl Goddess from Mars
- Virtual Karts
- Virtual Pool
- Virtual Reality Studio 2.0
- Virtual Reality, Volume 2
- Virtual Snooker
- Virtuoso
- Virus
- Visions of Aftermath: The Boomtown
- Vixen
- Vlak
- Volfied
- Voyeur
- Voyeur II

## W
- Wacky Funsters
- Wacky Wheels
- Walls of Rome
- Walt Disney's The Jungle Book
- Wanderer
- Warcraft: Orcs & Humans'
- Warcraft II: Beyond the Dark Portal
- Warcraft II: Tides of Darkness
- War Eagles
- Wargame Construction Set
- Wargame Construction Set III: Age of Rifles 1846-1905
- Wargame Construction Set II: TANKS!
- War Inc.
- War in the Gulf
- Wari: The Ancient Game of Africa
- Warlords
- Warlords II
- Warlords II Deluxe
- Warlords II Scenario Builder
- War of the Lance
- The Warp Factor
- Warship
- Wasteland
- Waterloo
- Waterworld
- Waxworks
- Wayne Gretzky Hockey
- Wayne's World
- Weird Dreams
- Welltris
- Werewolf vs. Comanche 2.0
- West Adventure
- Western Front: The Liberation of Europe 1944-1945
- Westwood 10th Anniversary
- Wetlands
- Whale's Voyage
- Wheel of Fortune
- When Two Worlds War
- Where in America's Past is Carmen Sandiego?
- Where in Europe is Carmen Sandiego?
- Where in Space is Carmen Sandiego? Deluxe Edition
- Where in the USA is Carmen Sandiego?
- Where in the U.S.A. is Carmen Sandiego? (Enhanced)
- Where in the World is Carmen Sandiego?
- Where in the World is Carmen Sandiego? Deluxe Edition
- Where in the World is Carmen Sandiego? (Enhanced)
- Where in Time is Carmen Sandiego?
- Where Time Stood Still
- Whiplash
- Whizz
- Who Framed Roger Rabbit
- Who Shot Johnny Rock?
- Wibarm
- Wilderness: A Survival Adventure
- Wild West World
- Will Harvey's Zany Golf
- Williams Arcade Classics
- William Shatner's TekWar
- Willow
- Willy The Worm
- Windsurf Willy
- Windwalker
- Wing Commander
- Wing Commander: Deluxe Edition
- Wing Commander: The Secret Missions
- Wing Commander: The Secret Missions 2 - Crusade
- Wing Commander II: Deluxe Edition
- Wing Commander II: Speech Accessory Pack
- Wing Commander II: Vengeance of the Kilrathi
- Wing Commander II: Vengeance of the Kilrathi - Special Operations 1
- Wing Commander II: Vengeance of the Kilrathi - Special Operations 2
- Wing Commander III: Heart of the Tiger
- Wing Commander IV: The Price of Freedom
- Wing Commander Academy
- Wing Commander Armada
- Wing Commander: Privateer
- Wing Commander: Privateer - Speech Pack
- Wing Commander: Privateer - Righteous Fire
- Wings of Fury
- Wings of Glory
- Wingstar
- Win, Lose, or Draw
- Winnie the Pooh in the Hundred Acre Wood
- Winter Challenge: World Class Competition
- Winter Olympics: Lillehammer '94
- Winzer
- Wipeout
- Wishbringer
- Witchaven
- Witchaven II: Blood Vengeance
- Witness, The
- Wizard of Oz, The
- Wizardry: Crusaders of the Dark Savant
- Wizardry IV: The Return of Werdna
- The Wizard's Castle
- Wizard's Crown
- Wizard Warz
- Wizball
- Wizkid: The Story Of Wizball II
- Wolf
- Wolfenstein 3D
- WolfPack
- Wolfsbane
- Wonderland
- Word Ladders
- Word Rescue
- Wordtris
- Word Whiz
- World at War: Stalingrad
- World Championship Boxing Manager
- World Championship Soccer
- World Circuit
- World Class Leader Board
- World Class Rugby
- World Cup USA '94
- World Cup Year 94
- World History Quiz (Cavemen to Democracy)
- World Hockey '95
- World of Aden: Thunderscape
- World of Fantasy
- World Rally Fever: Born on the Road
- Worlds of Legend: Son of the Empire
- Worlds of Ultima: The Savage Empire
- World Tour Golf
- World War II GI
- World Wide Rally
- Worms
- Worms: Reinforcements
- Wrath of Earth
- Wrath of the Demon
- Wreckers
- Wreckin Crew
- Wrecking Ball
- WW2 Air Force Commander
- WWF in Your House
- WWF Wrestlemania
- WWF Wrestlemania: The Arcade Game
- WWII: 1946
- WWII: Battles of the South Pacific
- W!Zone
- W!Zone II: Retribution

## X
- Xargon
- Xatax
- XCar: Experimental Racing
- X-COM: Apocalypse
- X-COM: Terror from the Deep
- X-COM: UFO Defense
- X-COM: Unknown Terror
- Xenocide
- Xenomorph
- Xenon
- Xenon 2: Megablast
- Xenophage: Alien BloodSport
- Xenopods
- Xerix
- XF5700 Mantis Experimental Fighter
- Xiake Yingxiongzhuan
- Xianjian Qixia Zhuan
- X-It
- Xixit
- Xmas Lemmings
- X-Men 2: The Fall of the Mutants
- X-Men: Children of the Atom
- X-Men: Madness in the Murderworld
- X-Men: The Ravages of Apocalypse
- Xplosiv Top Ten
- XQuest
- X Rock
- XS
- Xuanyuan Jian
- Xuanyuan Jian 2
- Xuanyuan Jian 2 Waizhuan: Feng zhi Wu
- XWing Fighter
- Xyphr

## Y
- YAB! Baseball
- Yendorian Tales Book I
- Yendorian Tales Book I: Chapter 2
- Yendorian Tales: The Tyrants of Thaine
- Yes, Prime Minister
- Yogi Bear's Math Adventures
- Yo! Joe! Beat the Ghosts
- Ys

## Z
- Z
- Zak McKracken and the Alien Mindbenders
- Zap'em
- Zappa Roidz
- Zeddas: Servant of Sheol
- Zee Artillery
- Zehn Adventures
- Zeliard
- Zephyr
- Zeppelin: Giants of the Sky
- Zig Zag Flag Shag
- Zone 66
- Zone Raiders
- Zool
- Zool 2
- Zoop
- Zork: The Great Underground Empire
- Zork II: The Wizard of Frobozz
- Zork III: The Dungeon Master
- Zork Nemesis: The Forbidden Lands
- Zork Zero: The Revenge of Megaboz
- Zorro
- Zurk's Learning Safari
- Zyconix Shitting
- ZZT